# Arrondissement de Kulmbach
L'arrondissement de Kulmbach est un arrondissement  (Landkreis en allemand) de Bavière   (Allemagne) situé dans le district (Regierungsbezirk en allemand) de Haute-Franconie.
Son chef lieu est Kulmbach.

## Villes, communes et communautés d'administration

Carte des communes de l'arrondissement.

Entre parenthèses, le nombre d'habitants en 2006.
| Städte 1. Kulmbach, Große Kreisstadt (27 421) 2. Kupferberg (1 098) 3. Stadtsteinach (3 435) Märkte 1. Grafengehaig (1 016) 2. Kasendorf (2 624) 3. Ludwigschorgast (987) 4. Mainleus (6 781) 5. Marktleugast (3 533) 6. Marktschorgast (1 621) 7. Presseck (2 058) 8. Thurnau (4 514) 9. Wirsberg (1 969) 10. Wonsees (1 167) Gemeinden 1. Guttenberg (565) 2. Harsdorf (1 064) 3. Himmelkron (3 500) 4. Ködnitz (1 673) 5. Neudrossenfeld (3 985) 6. Neuenmarkt (3 150) 7. Rugendorf (1 058) 8. Trebgast (1 676) 9. Untersteinach (1 922) | Verwaltungsgemeinschaften 1. Kasendorf (Märkte Kasendorf et Wonsees) 2. Marktleugast (Märkte Grafengehaig et Marktleugast) 3. Stadtsteinach (Ville de Stadtsteinach et commune Rugendorf) 4. Trebgast (Communes Harsdorf, Ködnitz et Trebgast) 5. Untersteinach (Ville de Kupferberg, Markt Ludwigschorgast, communes Guttenberg et Untersteinach) |  |